# 華盛頓堡 (加利福尼亞州)
華盛頓堡（英語：Fort Washington）是位於美國加利福尼亞州弗雷斯諾縣的一個人口普查指定地區。

## 地理
華盛頓堡的座標為36°52′45″N 119°45′41″W / 36.87917°N 119.76139°W，而該地最高點為海拔高度112米（即367英尺）。

## 人口
根據2010年美國人口普查的數據，華盛頓堡的面積為0.321平方千米，當中陸地面積為0.321平方千米，而水域面積為0.000平方千米。當地共有人口233人，而人口密度為每平方千米725人。